# Ресурс-ДК1
Ресурс-ДК1 (индекс: 46КС, заводской № 1) — российский космический аппарат дистанционного зондирования Земли, созданный ФГУП ГНПРКЦ «ЦСКБ-Прогресс» и ставший родоначальником аппаратов серии «Ресурс-П».

## Назначение аппарата
Аппарат предназначен для обеспечения хозяйственной деятельности государственных структур, структур в области сельского хозяйства и почвоведения, геологии, океанологии, землепользования.
Основные задачи, решаемые аппаратом:
- космическая съёмка земной поверхности высокого разрешения;
- информационное обеспечение в области экологии и охраны окружающей среды;
- специализированные задачи в интересах МЧС России и других ведомств.

Спутник обеспечивает съёмку земной поверхности с разрешением не хуже 1 метра в монохроматическом режиме и не хуже 1,6-1,8 метров в 3-х спектральных полосах. Ширина полосы земной поверхности, снимаемой за один пролёт — 27 км.
Помимо оборудования, предназначенного для осуществления зондирования земли на спутнике установлено научное оборудование PAMELA и ARINA, предназначенное для исследования космического пространства и регистрации излучений.
В случае катастроф оперативные и архивные снимки со спутника, а также их анализ могут бесплатно предоставляться членам международной Хартии по космосу и крупным катастрофам.

## Запуск и работа на орбите
Спутник выведен на орбиту с космодрома «Байконур» 15 июня 2006 года с помощью ракеты-носителя «Союз-У».
Первоначально, в 2006 году, спутник был выведен на эллиптическую орбиту 355 × 573 километров. 10 сентября 2010 года орбита была скорректирована на круговую до высоты 567 × 573 километров с наклонением 69,9 градуса.
В феврале 2016 года Автоматизированная система предупреждения об опасных ситуациях в околоземном космическом пространстве (АСПОС ОКП), сопровождавшая спутник для предотвращения столкновения с космическим мусором, сообщила в своем отчете о прекращении работы спутника в связи с выключением 7 февраля бортовой аппаратуры и переходом аппарата в неориентированный режим полета. «Ресурс-ДК1» был снят с наблюдения с 1 марта 2016 года. Аппарат проработал около 9 лет при гарантированном сроке службы в 3 года. 18 апреля 2016 года ЦННИмаш известил о лишении спутника статуса космического аппарата из-за проблем со связью.